# 小偷與鞋匠
《小偷與鞋匠》是一部未完成的奇幻传统动画電影，由理察·威廉士擔任編劇和執導。這部電影最初構思於1960年代，由於長時間的複雜製作及獨立資助，使得該部電影共耗費約30年的時間進行製作。而後則於1989年投入全面製作，當時華納兄弟同意資助和發行這部電影。然而當威廉士的製作超出預算並落後於計劃時，製片人弗雷德·卡爾弗特（Fred Calvert）在沒有威廉士參與的情況下，將電影大量刪減並匆忙重新編輯。最終於1993年以《公主和鞋匠》在聯合電影製片發行，兩年後，华特迪士尼公司的米拉麥克斯影業發行了另一部重新剪輯的電影《阿拉伯騎士》 。這部電影的兩個版本都在票房上表現不佳，獲得了褒貶不一的評價。
多年來，包括洛伊·愛德華·迪士尼在內的各種人士和公司都在推動將這部電影恢復到原始版本的企劃。2013年，电影艺术与科学学院收藏由威廉士保管的35毫米膠片。威廉士對此則承認這部電影恢復了聲譽，並歸功於影迷加勒特·吉爾克·里斯特所製作的重新剪輯版，以及凱文·施萊克於2012年拍攝的詳細介紹製作過程的紀錄片《視覺暫留（紀錄片）》等項目。
《小偷與鞋匠》是歷史上製作時間最長的電影之一。電影的角色設計結合了美國聯合製作和華特迪士尼動畫工作室的風格，整體風格和平面透視的靈感則來自波斯细密画。此外，該部動畫也是幾位演員和動畫師所參與的最後一部電影，包括美國動畫黃金時代的代表人物肯·哈里斯、埃羅爾·勒凱恩、埃默里·霍金斯、格里姆·纳特威克和阿特·巴比特，以及演員費利克斯·艾爾默、艾迪·拜恩、柯林頓·蘇德貝、肯尼斯·威廉斯、安東尼·奎爾和文森特·普莱斯等人。

## 故事大綱
此段使用1992年未完成版本的故事大綱：
在一座由打瞌睡國王以及他美麗的女兒百勝公主所統治的繁榮城市「黃金城」，在城堡的最高叫拜樓頂上共保存著三顆金球。根據預言，如果金球消失的話，這座城市將陷入「毀滅和死亡」，除非是一個「最簡單的靈魂，用最小、最簡單的東西」拯救。住在黃金城裡，還包括兩名啞巴，補鞋匠塔克和一個無名、不成功但執著的小偷。
一日，當小偷意外溜進塔克的房子時，爭執的兩人互相爭執並跌到外面導致塔克的釘子掉在了街上。國王的大宰相水波意外踩到其中一根大頭釘，憤怒的水波隨即命令逮捕塔克，而小偷則趁機逃跑了。塔克被帶到國王和百勝公主面前。在水波說服國王將塔克斬首之前，善良的百勝公主則命令塔克修理她故意弄壞的鞋子，以此及時拯救塔克的性命。在修復鞋子期間，塔克和百勝相互對對方產生好感，然而這引起了水波的嫉妒，決定利用傳說預言和老邁的國王，處死鞋匠，並娶得公主成為黃金城的新國王。
與此同時，小偷注意到尖塔上的金球後。他從塔克那裡偷走刚修好的鞋子，促使鞋匠追他使自己成功闖入宮殿，然而當塔克取回鞋子時，卻意外撞到水波，水波以鞋子修不好的理由，將塔克關進牢房。
此外，一個好戰的怪獸種族「獨眼族」正計劃摧毀黃金城，並且已經屠殺了大部分邊防軍，當一位唯一倖存的士兵成功離開戰場並警告王國；第二天早上，小偷在幾次嘗試後成功偷走了金球，結果卻被水波的手下奪走了。在隨之而來的全城大恐慌中，塔克使用他的補鞋工具逃離了他的牢房。當士兵警告國王獨眼族的計畫後時，國王這才註意到金球消失了。水波試圖用偷來的金球威脅百勝公主與他結婚，但當水波被國王解僱時，計畫失敗的他則將金球交給與城外的獨眼族，並聯合攻打黃金城。
國王派了百勝公主、她的保姆和塔克前往沙漠，尋求一位「瘋狂而神聖的老女巫」的幫助。小偷則暗中尾隨他們，在沙漠中，他們發現了一群愚蠢的強盜，他們的首領是無屋頂酋長，百勝公主招募了他們作為她的保鏢。並順利到達了女巫居住的手形塔，從而得知塔克將會是拯救黃金城的關鍵。女巫還給出了一個謎語——『攻擊，攻擊，大頭釘！大頭釘，明白嗎？這就是你用你所擁有的事物能做的事！』，最後用風暴雲摧毀了整個塔樓。
當塔克一行人回到黃金城時，發現獨眼族的龐大戰爭機器正在逼近。塔克在思考後，透過口裡的大頭釘射向敵人，並藉由連鎖反應殲滅了整個獨眼軍隊。試圖逃跑的水波掉進了一個坑里，並被鱷魚和他的禿鷹斐多活活吃掉。
小偷成功從倒塌的機器上偷走了金球，然而逃跑時遇到了塔克，在短暫的扭打後，他無奈放棄，並把金球歸還給了塔克。隨著和平的恢復和預言的實現，這座城市開心的慶祝塔克和百勝公主的婚禮；塔克終於用非常低沉的聲音向百勝公主說道「我愛你」。電影以小偷將膠卷偷走逃跑而結束。

## 配音
| 角色名稱                                    | 原始版本 (《小偷與鞋匠》)                                                                    | 聯合電影製片版本f (《公主與鞋匠》) | 米拉麥克斯影業版本f (《阿拉伯騎士》) |
| ------------------------------------------- | -------------------------------------------------------------------------------------------- | --- | --- |
| 維齊爾水波 （Zigzag the Grand Vizier）      | 文森特·普莱斯 理察·威廉士 （附加對話，未署名）                                               | 文森特·普莱斯 理察·威廉士 （附加對話，未署名） | 文森特·普莱斯 理察·威廉士 （附加對話，未署名） |
| 補鞋匠塔克 （Tack the Cobbler）             | 未知 (僅配音一行)a                                                                           | 史蒂夫·里夫利 | 馬修·波特歷 史蒂夫·里夫利(歌唱) |
| 旁白                                        | 費利克斯·艾爾默                                                                              | 未知(未授權) | 馬修·布羅德里克 |
| 百勝公主 （Princess Yum-Yum）               | 莎拉·克洛                                                                                    | 芭比·佩奇 莎拉·克洛 (一段發聲)b | 珍妮佛·貝爾 (唱) 芭比·佩奇 (唱) |
| 小偷 （The Thief）                          | 未知 (從不說話)c                                                                             | 埃德·E·卡羅爾 | 乔纳森·温特斯 |
| 打瞌睡國王 （King Nod）                     | 安東尼·奎爾                                                                                  | 克里夫·雷維爾 （為米拉麥克斯影業重新錄製了新對白） 安東尼·奎爾 (僅配音一行、未署名)d                                                                           | 克里夫·雷維爾 （為米拉麥克斯影業重新錄製了新對白） 安東尼·奎爾 (僅配音一行、未署名)d                                                                           |
| 百勝公主的保姆 （Princess Yum-Yum's Nurse） | 瓊安·辛姆斯                                                                                  | 莫娜・馬希爾 瓊安·辛姆斯 (一些發聲，未經授權) | 東妮·克莉蒂 |
| 狂聖老巫婆 （Mad and Holy Old Witch）       | 瓊安·辛姆斯                                                                                  | 莫娜・馬希爾 瓊安·辛姆斯(一些發聲)e | 東妮·克莉蒂 |
| 無屋頂的酋長 （Chief Roofless）             | 溫莎·戴维斯                                                                                  | 溫莎·戴维斯 | 溫莎·戴维斯 |
| 獨眼王 （Mighty One-Eye）                   | 溫克里斯多福·格林納                                                                          | 凱文·多爾西 | 凱文·多爾西 |
| 斐多 （Phido）                              | 當奴·派辛斯                                                                                  | 當奴·派辛斯 | 埃里克·博高森 唐納德·普利森斯 (尖叫聲、未經授權) |
| 垂死的士兵 （Dying Soldier）                | 柯林頓·蘇德貝                                                                                | 柯林頓·蘇德貝 | 柯林頓·蘇德貝 |
| 高腳杯                                      | 肯尼斯·威廉斯                                                                                | 肯尼斯·威廉斯 | 肯尼斯·威廉斯 |
| Tickle                                      | 肯尼斯·威廉斯                                                                                | 肯尼斯·威廉斯 | 肯尼斯·威廉斯 |
| Gofer                                       | 斯坦利·巴克斯特                                                                              | 斯坦利·巴克斯特 | 斯坦利·巴克斯特 |
| Slap                                        | 斯坦利·巴克斯特                                                                              | 斯坦利·巴克斯特 | 斯坦利·巴克斯特 |
| Dwarf                                       | 喬治·梅利                                                                                    | | |
| Hoof                                        | 艾迪·拜恩                                                                                    | 艾迪·拜恩 | 艾迪·拜恩 |
| Hook                                        | Thick Wilson                                                                                 | Thick Wilson | Thick Wilson |
| Goolie                                      | Frederick Shaw                                                                               | Frederick Shaw | Frederick Shaw |
| 來自蒙巴薩的少女                            | 瑪格麗特·弗倫奇                                                                              | | |
| 笑匪                                        | 理察·威廉士 （未署名）                                                                       | 理察·威廉士 （未署名） | 理察·威廉士 （未署名） |
| 其他土匪                                    | 喬思·艾克蘭 Peter Clayton Derek Hinson 德克蘭·穆霍蘭 Mike Nash 德莫特·沃爾什 Ramsay Williams | 喬思·艾克蘭 (未署名) Peter Clayton Geoff Golden Derek Hinson Declan Mulholland Mike Nash 托尼·斯坎內爾 Dermot Walsh Ramsay Williams 里克・梅耶爾 （未署名）    | 喬思·艾克蘭 (未署名) Peter Clayton Geoff Golden Derek Hinson Declan Mulholland Mike Nash 托尼·斯坎內爾 Dermot Walsh Ramsay Williams 里克・梅耶爾 （未署名）    |
| 強盜歌手                                    |                                                                                              | Randy Crenshaw Kevin Dorsey Roger Freeland 尼克·詹姆生 Bob Joyce Jon Joyce Kerry Katz 泰德·金 Michael Lanning Raymond McLeod Rick Charles Nelson Scott Rummell | Randy Crenshaw Kevin Dorsey Roger Freeland 尼克·詹姆生 Bob Joyce Jon Joyce Kerry Katz 泰德·金 Michael Lanning Raymond McLeod Rick Charles Nelson Scott Rummell |
| 歌曲《Am I Feeling Love?》歌手              |                                                                                              | 阿諾德·麥哥納 安德莉亞·羅賓森 | 阿諾德·麥哥納 安德莉亞·羅賓森 |
| 額外配音                                    |                                                                                              | | Ed E. Carroll Steve Lively Mona Marshall Bobbi Page Donald Pleasence                                                                                           |

## 製作

### 早期製作
1964年，居住在英國的威廉士正經營著一家動畫工作室，負責為真人電影製作廣告動畫和特殊片段，威廉士為阿富汗作家伊德里斯·沙阿的一系列書籍進行繪製配圖，其中也因此收集了來自13世紀近東民間傳說中一位富有哲理但「聰明的傻瓜」納斯雷丁的故事。威廉士開始根據這些故事意圖製作一部電影，沙阿和他的家人則支持製作的決定。為此，沙阿要求從電影中抽取50%的利潤。然而，沙阿的妹妹、作家兼民俗學家阿米娜·沙阿曾對於《納斯雷丁》的書籍做過一些翻譯，因此也隨即聲明自己擁有這些故事的所有權。
隨後，該部電影被定名為《神奇的納斯雷丁》（The Amazing Nasrudin），其製作在倫敦苏豪广场的理察·威廉士工作室進行。根據1968年的《國際電影指南》中，曾對該企劃進行了早期提及，其中也指出威廉士即將開始製作「根據穆拉·那斯魯丁的故事改編的幾部電影中的第一部作品。」
當時，威廉士需要接手其他電視和故事片項目以資助他的項目，因此《神奇的納斯雷丁》的電影製作進展相當緩慢。威廉士聘請了經驗豐富的華納兄弟動畫師肯·哈里斯作為該電影的首席動畫師， 羅伊·奈斯比特（Roy Naisbitt）受聘為影片設計場景，因此電影宣傳藝術展示了錯綜複雜的印度和波斯設計。 1970 年，該電影再次被重新命名為《偉大的傻瓜》（The Majestic Fool）。根據當年的《國際電影指南》指出，工作室的員工已增加到四十人來製作這部電影。由於工作室為查克·琼斯製作了改編自師聖誕頌歌的電視節目時，威廉士獲得了進一步的關注，該節目也為工作室贏得了奥斯卡最佳动画短片奖。
《小偷與鞋匠》大量的對話音軌也是在此時錄製的。當時演員文森特·普莱斯被聘請為劇中的反派安瓦爾（水波的原型角色）配音，普萊斯受僱的原因，是為了讓威廉士更喜歡這個反派角色，因為他是普萊斯作品的忠實粉絲，而安瓦爾及水波的原型是則是根據威廉姆斯討厭的兩個人設計的。除了普萊斯之外，安東尼·奎爾也被選為擔任國王的配音。
根據編劇霍華德・布萊克的說法，1972年，威廉士和工作室已經為《偉大的傻瓜》製作了大約三個小時的動畫片。布萊克向威廉士堅持表示：雖然他認為這些鏡頭很棒，但他需要電影長時間的鏡頭需要剪輯，以構建成三幕劇結構。
沙阿家族有一個簿記員，然而他並不跟蹤工作室平時的會計，因此威廉士懷疑製片人奧馬爾·阿里沙（Omar Ali-Shah）一直在為自己的目的挪用工作室的資金。該事件引發巨大的衝突，結果導致沙阿家族取得了威廉士為電影所製的插圖權利，而派拉蒙影業公司撤回了他們一直在談判的協議。從而導致使得威廉士被迫放棄《偉大的傻瓜》的製作。不過，沙阿家族允許威廉士保留他為書籍和電影設計的角色設計，包括威廉士最喜歡的小偷角色。

### 延長製作
《小偷與鞋匠》在正式製作前曾經歷多次改名；其他名字包括《永不放棄的小偷》（The Thief Who Never Give Up）和《一次...》（Once ...）。最初的角色設計和後來被刪除的角色都登場《一次...》徽標中。
1973年，威廉士委託霍華德・布萊克編寫新劇本，布萊克編寫了一個名為《錫釘》（Tin Tack）的版本，其中包含一個名為塔克的笨拙補鞋匠，並保留了威廉士為《偉大的傻瓜》設計的小偷角色。該劇本後來被廢棄 ，但塔克的角色將被納入瑪格麗特·弗倫奇編寫的另一個劇本中，該劇本將使用為《偉大的傻瓜》中的角色，包括一個國王、一個小偷和最初名叫安瓦爾的邪惡大臣. 許多不包括納斯魯丁本人登場的場景也被保留下來。在整個1970年代，威廉士與他當時的妻子弗倫奇進一步改寫了劇本。
威廉士後來開始承諾他的新電影《小偷與鞋匠》將會是：「一部100分鐘的全景動畫史詩長片，有數千名手繪演員登場。」《偉大的傻瓜》中的角色在此時被重新命名。水波在整部電影中大部分時間都在押韻說話，而其他角色（除了小偷、塔克之外）則會正常說話。威廉士表示他不打算在他的電影中走「迪士尼路線」，並表示這將是「第一部有真實情節的動畫電影，最後像偵探故事一樣銜接在一起。」他還表示，由於據中共有有兩個啞巴主角，它本質上是「一部有很多聲音的無聲電影、無聲喜劇。」並徹底將《偉大的傻瓜》的靈感並延續到新電影中。塔克則是以默片明星為藍本而設計的新角色。
英國插畫家埃羅爾·勒凱恩為《小偷與鞋匠》創作了鼓舞人心的繪畫和背景，為影片定下了風格。不過製作這部電影的幾十年裡，《小偷與鞋匠》的角色被重新設計了好幾次，場景也被重新製作了。並新增了百勝公主的角色，公主的測試動畫取自1978年的印度真人電影《穆卡達爾·卡西坎達爾》的畫面，她的設計在後來的製作中略有更改。此外，在威廉士的早期草稿中，高潮包括在獨眼一族崩潰後與水波的最後一戰，水波將召喚出一條比真人還大的中國龍，然而，塔克卻揭示它只不過是一個充氣氣球。雖然該場景有一些粗糙的設計分鏡，但由於被發現太難製作成動畫，因此最終從未製作過。
1974年的經濟衰退，迫使威廉士的工作室廠職能專注於各種電視廣告、特別電影和故事片的片名分配，而《小偷與鞋匠》只能作為副業來製作。由於威廉姆斯沒有足夠的金額讓一個完整的團隊來製作這部「巨型史詩」的電影，因此電影製作拖延了幾十年。儘管肯·哈里斯依然是這部電影的首席動畫師，而威廉士會在他監督廣告製作時給他分配序列。為了省錢，他按照勒凱恩的建議，先完成全片動畫部分的分鏡以及初始片段：「在紙上工作！不要把它放在顏色上。不要花在特效上。不要做攝影工作、描摹或繪畫……」，威廉士計劃，則是等待融資到來後再來完成這些動畫。
威廉士在製作電影期間親自學習了動畫藝術。他在1960年代的動畫通常採用美國聯合製作動畫短片風格的程式化設計。威廉姆斯還聘請了動畫黃金時代的資深動畫師，如埃默里·霍金斯、格里姆·纳特威克和阿特·巴比特在他位於倫敦的工作室工作，幫助教導他和他的員工製作動畫。威廉姆斯還向迪士尼的米爾特·卡爾、弗蘭克·托馬斯、奧利·約翰斯頓和肯·安德森學習，他每年都會拜訪他們，然後將他們的知識傳授給新一代的動畫師。威廉姆斯還允許納特威克和巴比特等動畫師參與工作室的任務，例如1977年的長片《拉基德·安和安迪：音樂冒險》製作動畫。電影中老女巫的設計，則是參考動畫師納特威克的漫畫角色，當納特威克逝世後，威廉士親自為女巫製作動畫。
隨著歲月的流逝，《小偷與鞋匠》的計畫變得更加雄心勃勃。威廉士說他的想法是「製作有史以來最好的動畫電影——真的沒有理由不這樣做。」他還設想這部電影具有非常詳細和複雜的動畫效果，他認為沒有其他工作室會嘗試實現這一點。此外，電影的大部分動畫都是「單張」拍攝的，這意味著動畫將以每秒24幀的速度運行，而不是更常見的「雙張」動畫, 每秒12幀。

### 獲得財政支持
1978年，沙特阿拉伯王子穆罕默德·本·費薩爾·阿勒沙特對《小偷與鞋匠》產生了興趣，並同意以100,000美元的預算資助十分鐘的測試片段。威廉士選擇了戰爭機器對抗盜賊的倒數第二個鏡頭進行測試。由於工作室錯過了兩個最後期限，該場景最後於1979年底以 250,000美元的價格完成。儘管阿勒沙特對完成的場景有積極的印象，但還是因為威廉士錯過最後期限和預算超支而退出了製作。
1980年代，威廉士製作了一個20分鐘的《小偷與鞋匠》樣片，並在加利福尼亞州馬林縣的天行者牧場向他的朋友兼動畫導師之一米爾特·卡爾揭示。《星際大戰》製片人加里·庫爾茨在此期間曾與威廉士短暫合作，試圖在80年代中期獲得融資。1986年，威廉士遇到了製片人傑克·艾伯特，後者通過他的聯合電影製作公司資助製作，並最終提供了電影2800萬美元預算中的1000萬美元。聯合電影的發行和銷售合作夥伴開始以暫定名稱在行業中推廣這部電影 。艾伯特也要求威廉士對劇本進行修改。因此涉及米米公主、布巴王子以及一些格里姆·納特威克的女巫動畫不得不被刪除。還刪除了部分由肯·哈里斯繪製的片段。
斯蒂芬·斯皮尔伯格在看到《小偷與鞋匠》的樣片後對此印象深刻，以至於他和羅拔·湛米基斯邀請威廉士為電影《谁陷害了兔子罗杰》製作動畫。威廉士表示他「公開蔑視迪士尼的官僚作風」並拒絕在洛杉磯工作。所以為了滿足他和動畫設計師團體的工作需要，電影攝製組只能轉戰英格蘭東部的赫特福德郡。迪斯尼公司和執行製片人史蒂文·斯皮爾伯格也表示製作本片後，他們願意幫助銷售《小偷與鞋匠》，最終，《谁陷害了兔子罗杰》於1988年由迪士尼（在正金石影業旗下）發行，並成為轟動一時的熱門電影。威廉士憑藉其動畫和對視覺效果的貢獻贏得了兩項奧斯卡獎。雖然《谁陷害了兔子罗杰》在動畫製作開始之前就超出了預算，這部電影的成功證明威廉士仍可以在工作室結構內工作，並在預算範圍內按時製作出高質感的動畫。
然而，斯皮尔伯格和湛米基斯答應銷售《小偷與鞋匠》計劃沒有實現。迪士尼開始投入並發展自己的動畫長片，而斯皮尔伯格則在倫敦開設了一家競爭對手的動畫長片工作室。
在取得成功後，威廉士和華納兄弟公司就《小偷與鞋匠》達成了一項資金和發行協議，其中包括2500萬美元的營銷預算。威廉姆斯的現任妻子伊莫琴·薩頓（Imogen Sutton）以他對外國電影的欣賞為由，建議他與歐洲的支持者資助《小偷與鞋匠》。理查德則堅稱他可以與一家大製片廠合作製作這部電影。最終，《神偷與鞋匠》和華納兄弟在1988年底簽署了一項負皮卡交易，威廉士還獲得了日本投資者的財政援助。他後來曾表示：「事後看來，我們應該去歐洲，再花五年時間自己製造動畫，然後去找分銷商，讓那些覺得它很新奇的人發行才對。」

### 華納兄弟製作
有了新的資金，《小偷與鞋匠》終於在1989年全面投入製作。威廉姆斯走遍了歐洲和加拿大的藝術學校，尋找才華橫溢的藝術家。此時，幾乎所有參與《小偷與鞋匠》最初的動畫師都已去世或早已轉移到其他企劃，因此全新的製作主要由一個新的、更年輕的動畫師團隊進行，其中也包括理查德自己的兒子亞歷山大·威廉士。在1988年接受傑里·貝克採訪時，威廉士表示他為《小偷與鞋匠》進行了兩個半小時的鉛筆測試，並且沒有為這部電影製作分鏡版，因為他發現這種方法會控制整個作品的定調。儘管仍持續文森特·普萊斯最初錄製的1967-1973年的對白。不過威廉士在1990年的作品中，再一次與普萊斯錄製了進一步對話，不過由於普萊斯時年衰老和疾病因素，有些台詞最終並未錄製完成。
威廉士嘗試用手製作角色動畫以在三維空間中移動的鏡頭，包括類似《谁陷害了兔子罗杰》開場的幾個鏡頭。在《小偷與鞋匠》中，威廉士開始計劃多個序列以更多地使用此技術，包括知名的「樓梯追逐」場景，這是在沒有電腦生成圖像的情況下實現的。
華納兄弟公司與完成債券公司（Completion Bond Company）簽署了一項協議，以確保工作室將會獲得完成的《小偷與鞋匠》版本，否則他們將會將《小偷與鞋匠》的管理權交給完成債券公司 ，由著壓力重重的截稿時間，的威廉士經常花費搭亮的時間確保電影的序列看起來完美，有時每週需要60個小時才能完成部分片段。雖然威廉士鼓勵動畫師發揮最好的一面，但她對於製作動畫的紀律相當嚴苛，經常動畫師因此被解僱 。同時威廉姆斯對自己也很苛刻，根據動畫師羅傑·維扎德表示：「他是早上第一個出來的人，晚上最後一個出來的人。」隨著資助者向威廉姆斯施壓，要求他盡快完成預告片、主要角色的成品場景。同時劇中角色的最終設計，也是在這個時候完成的。
最終，《小偷與鞋匠》並未能在華納兄弟強加給的1991年最後期限前完成，僅剩下大約10到15分鐘部分仍未完成，若按照威廉士的速度，預計做完電影的時間還估計需「緊迫的六個月或是更長」。當時華納兄弟的動畫部門對高質感的電視動畫充滿了熱情，但對支持動畫長片卻缺乏信心。 由於在1990年發行加拿大製作的動畫長片《胡桃夾王子》在為大幅度宣傳下獲得失敗的成績，不過華納兄弟當時的動畫負責人珍·麥柯迪，曾看到威廉姆斯的鏡頭時，向一位曾為威廉姆斯工作的藝術家表示不太承認《小偷與鞋匠》有著市場潛力，而導致另一位動畫師在麥柯迪的垃圾桶中回收了將近40分鐘的35毫米樣片片段。 與此同時，華特迪士尼動畫工作室已經開始製作《阿拉丁》，這部影片在故事、風格和角色性格上與《小偷與鞋匠》有著驚人的相似之處。
完成債券公司要求製片人佛瑞德·卡爾維特對《小偷與鞋匠》的製作狀態進行詳細分析。因此卡爾弗特多次前往威廉士的倫敦工作室檢查電影的進展情況，並得出結論認為「威廉士嚴重落後於計劃並超出預算。儘管威廉士也有一個劇本，但他並沒有忠實地遵循它。」然而，根據加勒特·吉爾克·里斯特（Garrett Gilchrist）的說法，這個軼事是錯誤的，因為卡爾維特和完成債券公司的相關人士在製作結束前更頻繁地訪問工作室。威廉士則提供自1980年代以來完成或廢棄的序列動畫，希望向華納兄弟提供進展的跡象。他被要求向投資者展示電影的粗略副本，其餘場景用分鏡板填充以建立電影的敘事。甚至還結合了完成的鏡頭、鉛筆測試、分經板和交響組曲《舍赫拉查達》中的動作，涵蓋了剩下未完成的10-15分鐘應有的片段。而製作電影動畫師，發現他們已經完成了足夠長的85分鐘長片的鏡頭，但他們還沒有完成部分故事的關鍵畫面。
1992年5月13日，《小偷與鞋匠》的粗略版本在華納兄弟公司放映，但反響不佳。放映期間，影片的倒數第二卷甚至也不見了，對此，製片廠失去信心並完全退出製作，完工債券公司則擁有電影的控制權，將威廉士趕出項目。時任執行製片人的傑克·艾伯特（Jake Eberts）也放棄了該項目。此外，威廉士表示：「當日本投資者因[泡沫經濟]]衰退而退出時，電影的生產失去了資金來源。」 ，粉絲們將這事件：「作為動畫電影被工作室高管篡改的一個例子」。

### 完成債券公司
完成債券公司的蘇·莎士比亞此前提出與威廉士曾設法解決故事問題，建議請來特里·吉列姆擔任顧問，並提議讓威廉士在她的監督下完成本片。據報導，威廉姆斯同意了莎士比亞的提議， 但她的出價最終被完成債券公司拒絕，取而代之的是佛瑞德·卡爾維特選擇的更便宜的公司，該公司已指派「以盡可能便宜和快速的方式」完成這部電影。卡爾弗特曾對此表示：「我真的不想做，但如果我不做，這部電影會被賣給出價最低的人。我把它當作一種嘗試和保存某些東西的方式，至少把東西放到螢幕上，讓它被人看到。」。
卡爾弗特用了18個月的時間完成了這部電影，將電影被改編成了迪士尼風格的音樂劇。 部分新動畫是由位於洛杉磯的自由動畫師、威廉姆斯工作室的前動畫師，以及倫敦總理電影的尼爾·博伊爾（Neil Boyle）製作。第一首歌曲《She Is More》的動畫製作是由總部位於都柏林的蘇利文布魯斯工作室製作，比爾·克羅耶製作了第二首歌曲《Am I Feeling Love?”》動畫分包給宏廣股份有限公司在臺灣及其在泰國的部門製作，以及在中國的環太平洋動畫工作室和匈牙利的瓦爾加工作室製作 。
由於場景的重複性，卡爾弗特剪掉了大約18分鐘的完整動畫。

## 發行

### 上映
電影完成後，聯合電影製片與雄偉電影（Majestic Films）一起從完成債券公司手中重新獲得了發行權。卡爾弗特的電影版本於1993年9月23日在南非和澳洲發行，名為《公主與鞋匠》。
1994年12月，迪斯尼的子公司米拉麥克斯影業（已經率先發行了《阿拉丁》）買下了這部電影的北美版權，但遭到其他幾家美國發行商的拒絕。卡爾弗特曾回憶說：「這是一部很難推向市場的電影，它的名聲如此之大，我認為他們並沒有客觀地看待它。」，最初米拉麥克斯影業曾計劃發行《公主與鞋匠》版本，但當時的米拉麥克斯總裁哈維·韋恩斯坦決定進一步剪輯這部電影，並改名為《阿拉伯騎士》的版本。這個版本的特色加入新寫的對話，製作人埃里克·吉利蘭、麥克・希區柯克和蓋瑞·格拉斯伯格的參與，以及在電影上映前幾個月加入部分名人配音演員。
傑克·艾伯特發現：「米拉麥克斯影業介入並獲得國內發行權後，電影得到了顯著增強和改變。」根據他的的評論記錄，他表示修改後的版本優於威廉士的版本，這表明當完成債券公司沒收這部電影時，艾伯特也對威廉士也失去了信心。 最終《阿拉伯騎士》於1995年8月25日由米拉麥克斯影業發行於美國上映。僅在510個電影院上放映，上映期間票房收319,723美元（估計預算為2400萬美元）。

### 家庭媒體
聯合電影製片版本的電影，於1994年在澳洲由哥倫比亞家庭娛樂在家用录像系统上發行。2003年，該版本由麥格納太平洋在澳洲以平移和掃描DVD的形式發行。
米拉麥克斯影業版本原定於1995年12月由米拉麥克斯家庭娛樂在VHS上發行， 然而，它最終於1997年2月18日以其原標題《小偷與鞋匠》發行。還發布了寬屏鐳射影碟版本。2001 年，《小偷與鞋匠》掃描DVD通過加拿大亞特蘭蒂斯聯盟工作室發行，除了可以選擇英語或法語曲目外，沒有什麼特別之處。米拉麥克斯版於2002年由第一興商公司在日本首次以DVD形式發行，並使用當時《阿拉伯騎士》的寬屏副本，並附有英文和日文曲目。
米拉麥克斯家庭娛樂於2005年3月8日在北美商業發行米拉麥克斯影業版本的DVD。這張DVD於2006年11月21日由溫斯坦公司家庭娛樂重新發行。唯一的差別僅是修改了外觀包裝和新的預告片。大多數評論家認為2006年的 DVD 不能令人滿意，The Digital Bits 將其列為2006年最差的標準版DVD。
獅門影業於2012年2月13日在英國發行了米拉麥克斯版的DVD版本。

## 音樂
在聯合電影製片版本的製作過程中，增加了四個音樂曲目：《It's So Amazing》、《Am I Feeling Love》、《She Is More》和《Bom Bom Bom Beem Bom》。這些歌曲僅出現在電影的《公主與鞋匠》版以及《阿拉伯騎士》版中。
所有歌詞均由諾曼·金貝爾創作；音樂均由羅伯特·福爾克創作。
| 曲序 | 曲目                                                                   | 歌手                     |
| ---- | ---------------------------------------------------------------------- | ------------------------ |
| 1.   | It's So Amazing                                                        | 芭比·佩奇和史蒂夫·萊弗利 |
| 2.   | Am I Feeling Love                                                      | 芭比·佩奇和史蒂夫·萊弗利 |
| 3.   | She Is More                                                            | 芭比·佩奇和史蒂夫·萊弗利 |
| 4.   | Bom Bom Bom Beem Bom (We’re What Happens When You Don't Finish School) | 強盜                     |

## 評價

### 批判性評價
《小偷與鞋匠》的米拉麥克斯版在商業上獲得失敗的成績，收到褒貶不一的評價。 爛番茄根據8條評論給這部電影打了56%的分數。《紐約時報》的卡林·詹姆斯批評公主演唱的歌曲，稱歌詞「可怕」，旋律「令人難忘」，不過他稱讚威廉士的動畫是「有史以來最輝煌、最生動的動畫之一」。動畫歷史學家傑里·貝克則認為，喬納森·溫特斯和馬修·布羅德里克的配音是片中不必要且無趣的安排，而且卡爾弗特的新鏡頭也並不符合威廉士原始場景的標準。更將米拉麥克斯版本視為「類似於阿拉丁的盜版」。。不過在2003年，在线影评人协会將《小偷與鞋匠》命名為有史以來第81部最偉大的動畫電影。此外，該片還獲得了1995年家庭電影學院獎。
原導演的兒子亞歷克斯·威廉士在重新剪輯版之前也參與了這部電影的工作，他批評卡爾弗特和米拉麥克斯版本所做的改動，稱完成的電影「或多或少都是無法觀看」，並發現「很難找到電影的精神」和電影最初的構思。多年來，威廉士也對這部電影的製作感到震驚，從那時起就從未公開討論過它。 然而，在2010年，他在接受關於他的無聲動畫短片《馬戲團素描》的採訪時首次討論了這部電影：並表示「這是他在1960年代擱置的一個項目，然後才開始製作《小偷與鞋匠》。」，後來他在參與2013年12月10日的塞繆爾戈德溫劇院、以及2014年6月1日參與倫敦的BFI Southbank的《小偷與鞋匠》未完成作品放映會時 ：威廉姆斯表示他從未見過卡爾弗特和米拉麥克斯的版本，並表示：「我對此不感興趣，但我的兒子，他也是一名動畫師，他確實告訴我如果我想從橋上跳下來，那麼我應該看一看。」

### 影響
《凱爾經的秘密》、《海洋之歌》和《狼行者》這三部愛爾蘭動畫電影的風格，都受到於傳統的本土藝術，以及《小偷與鞋匠》的影響。三部影片的導演汤姆·摩尔曾表示：我和大學裡的一些朋友受到了理查·威廉士未完成的傑作《小偷與鞋匠》和迪士尼電影《花木蘭》的啟發，這些電影以本土傳統藝術為起點，打造出一種優美的風格二維動畫。我覺得愛爾蘭也可以做類似的事情。

### 重建動畫
在卡爾弗特的版本發布後，威廉士的作品也淪為盜版素材，因此多年來，動畫迷和專業人士一直在分享著威廉士的副本。
在2000年的安納西音樂節上，威廉士向當時華特迪士尼動畫長片負責人洛伊·愛德華·迪士尼展示部分《小偷與鞋匠》作品，洛伊對此表示喜歡。並在威廉士的支持下，開始了一個項目來恢復《小偷與鞋匠》，並尋求原始的鉛筆測試版本和完整的鏡頭 。然而，由於2000年代初發行的大多數手繪動畫電影反響平平，以及洛伊與當時的迪士尼首席執行長邁克·艾斯納的關係不佳，洛伊於2003年11月離開了華特迪士尼公司，該項目被擱置。迪士尼電影製片人唐·哈恩後來被任命為《小偷與鞋匠》修復主管。然而當2009年洛伊去世後，該項目被正式取消。
2006年，電影製作人、藝術家以及作為威廉士作品粉絲的加勒特·吉爾克·里斯特，為《小偷與鞋匠》製作了一個非營利性粉絲修復版本，名為《小偷與鞋匠：修復版》 。該片源是通過結合當時可用的資源，以盡可能品質的方式完成的，包括威廉姆斯工作印刷的壓縮文件、和《阿拉伯騎士》的美國DVD版本，日本版DVD發行的鏡頭。這一剪輯得到了許多電影製作人的大力支持（威廉士本人除外），其中許多人也特地該項目提供了稀有材料。並對作品進行了一些小改動以「讓它感覺更像一部完成的電影」，例如增加更多音樂，並將一些音頻和故事板替換為《公主和鞋匠》。由於鏡頭中的缺陷，某些場景如婚禮的結局，不得已是由里斯特逐幀重新繪製。吉爾克里斯特將其描述為「有史以來獨立修復最複雜的電影」。此編輯在網路上獲得了正面評價。Twitch Film稱其稱為有史以來最好、最重要的「粉絲編輯版」。
里斯特在2006年、2008年和2013年進行了3次修訂。每個版本都進一步融入了動畫師從電影中捐贈更高品質的素材，包括佛瑞德·卡爾維特的兩份罕見工作印刷品，以及包含已發行版本中沒有的鏡頭。2008年發行的「Mark 3版本」，將共達49分鐘的稀有35毫米膠卷的其中21分鐘納入其中。最新版本「Mark 4」則於2013年9月發布，並以全高清的畫質播放了大約30分鐘的影片，這些影片是從里斯特逐幀編輯的原始35毫米鏡頭中恢復的。藝術家們還被委託貢獻新的藝術作品和材料。當前里斯特的YouTube帳戶「TheThiefArchive」仍保存著大量理查·威廉士的電影、片名、廣告和採訪的非官方影像檔案，也包括《偉大的傻瓜》製作的鏡頭。威廉姆斯表示，雖然他從未看過吉爾克里斯特的修復版本，但他承認該影迷剪輯在恢復電影聲譽方面發揮一定的作用。

### 學院保存
威廉士曾經表示，他在1992年5月13日製作的未完成版本，現在由电影艺术与科学学院存檔並進行數位複製。未完成的版本連同阿特·巴比特從電影中精選的動畫，已被放置在名為「阿特·巴比特收藏」的檔案館藏中。《小偷與鞋匠》的藝術作品集也存放在迪士尼特色動畫大樓的「動畫研究圖書館」中。
未完成的版本於2013年12月10日正式於學院的塞缪尔·戈尔德温剧院放映，標題為《小偷與鞋匠：時光中的一刻》 ，威廉姆斯本人也到場出席。參加放映的還有其他著名的電影製作人、動畫師、作曲家、評論家、演員和導演，放映結束後，威廉姆斯討論了這部電影的起源及其製作歷史。 
2014年6月1日，英國電影學院在倫敦放映了《時光之刻》，許多原班人馬也參與此次活動。 2018年11月25日，在倫敦的另一場放映中，威廉士建議有可能與英國電影協會一起發行《小偷與鞋匠》的藍光光碟版。但他認為北美版權目前過於複雜，無法在那裡發布藍光版本。 威廉士不久後於2019年8月17日去世，享壽86歲，他從未像他最初設想的那樣看過完成版的《小偷與鞋匠》。

### 紀錄片
《視覺暫留（紀錄片）》是一部由凱文·施雷克執導的紀錄片，講述了威廉士和《小偷與鞋匠》的製作過程，影片稱其為「從未製作過，最偉大的動畫電影」。因為威廉姆斯沒有參與這部紀錄片，所以它是從動畫師和藝術家的角度來看待事物的紀錄片，他們在電影漫長的製作過程中多次與和威廉士相關的工作室合作過。威廉士則通過檔案採訪出現在紀錄片中。
加勒特·吉爾克·里斯特與《小偷與鞋匠：修復版》 、理查德·威廉姆斯檔案館和赫爾格·伯恩哈特也為施雷克的作品提供了稀有材料，該作品由Kickstarter資助。
該片於2012年在温哥华国际电影节上首映，在電影節上獲得了許多獎項，並獲得了非常積極的評論。威廉士在去世前得到了這部電影的副本，但他表示「並不打算看」。

## 另見
- 動畫長片列表
- 英國動畫史（英语：History_of_British_animation）
- 重新剪輯的電影（英语：Re-edited_film）
- 製作時間最長的電影列表（英语：List_of_films_with_longest_production_time）

## 外部連結
- 互联网电影数据库（IMDb）上《The Princess and the Cobbler》的资料（英文）
- Box Office Mojo上《Arabian Knight (The Thief and the Cobbler)》的資料（英文）
- 爛番茄上《The Thief and the Cobbler》的資料（英文）
- Eddie Bowers' The Thief and the Cobbler page （页面存档备份，存于） – 一個關於理查·威廉士的《小偷與鞋匠》網站，其中包含文章、作品剪輯、圖片和電影的歷史
- The Thief Blog （页面存档备份，存于） – 《小偷與鞋匠》博客，電影製作人員在這裡講述他們對參與電影製作的回憶